# Silas Bule
Pour les articles homonymes, voir Bule.
Silas Bule Melve, dont le prénom est également orthographié Sailas, né le 26 août 1960, est un homme politique vanuatais.

## Biographie
Enseignant en sciences sociales dans l'enseignement secondaire à partir de 1985, il entre au Parlement de Vanuatu comme député de l'île de Pentecôte et sous les couleurs du Parti national unifié aux élections législatives de 2016. Réélu en 2020, il est nommé ministre de la Santé dans le gouvernement du nouveau Premier ministre Bob Loughman, alors que commence la pandémie de Covid-19 et que le pays vient de subir d'importants dégâts du fait du cyclone Harold. Il a alors pour première tâche la reconstruction « des points d'aide, des dispensaires, des centres de soins et des hôpitaux détruits par le cyclone ». 
La pandémie atteint le Vanuatu en novembre 2020, mais uniquement en la personne d'étrangers maintenus en quarantaine à leur arrivée. Début 2021, Silas Bule commande des vaccins auprès de pays développés tels la Corée du Sud et l'Italie. La campagne de vaccination de la population commence début juin ; Silas Bule et le chef de l'opposition parlementaire, Ralph Regenvanu, sont parmi les cent premiers vaccinés afin d'encourager la population à faire de même.